# Nicolas Cage
Nicolas Kim Coppola (sinh ngày 7 tháng 1 năm 1964), thường được biết đến với nghệ danh Nicolas Cage, là một nam diễn viên người Mỹ. Được đánh giá là một trong những diễn viên xuất sắc nhất trong thế hệ của mình, ông từng giành được một số giải thưởng cao quý, trong đó có giải Oscar, giải SAG và giải Quả cầu vàng, và hai đề cử giải BAFTA.
Trong những năm đầu sự nghiệp của mình, Cage đã đóng vai chính trong nhiều bộ phim như Valley Girl (1983), Peggy Sue Got Married (1986), Raise Arizona (1987), Moonstruck (1987) và Wild at Heart (1990). Trong thời kỳ này, John Willis 'Screen World, Vol. 36 đã liệt kê ông là một trong mười hai diễn viên mới triển vọng của năm 1984. Với màn trình diễn của mình trong phim Leaving Las Vegas (1995), ông đã giành được giải Oscar cho nam diễn viên chính xuất sắc nhất.
Ông đã nhận được đề cử giải Oscar thứ hai cho màn trình diễn của mình với vai Charlie và Donald Kaufman trong Chuyển thể ( 2002). Sau đó, anh xuất hiện trong nhiều bộ phim chính thống hơn, chẳng hạn như The Rock (1996), Con Air (1997), Face/Off (1997), City of Angels (1998), Windtalkers (2002), Lord of War (2005), The Wicker Man (2006) và Knowing (2009). Ông cũng đạo diễn bộ phim Sonny (2002), bộ phim mà ông đã được đề cử cho Giải đặc biệt lớn tại Liên hoan phim Deauville. Cage sở hữu công ty sản xuất Saturn Films và đã sản xuất các bộ phim như Shadow of the Vampire (2000) và The Life of David Gale (2003). Vào tháng 10 năm 1997, Cage được xếp hạng 40 trong danh sách 100 ngôi sao điện ảnh hàng đầu mọi thời đại của tạp chí Empire, trong khi năm tiếp theo, ông được xếp hạng 37 trong 100 người quyền lực nhất Hollywood của Premiere.
Giữa những năm 2010 và 2020, ông đóng vai chính trong Kick-Ass (2010) Joe (2013), Mandy (2018), Spider-Man: Into the Spider-Verse (2018) và Pig (2021). Sự tham gia của ông ấy trong nhiều thể loại phim khác nhau trong thời gian này đã làm tăng mức độ nổi tiếng của ông.

## Cuộc đời và sự nghiệp
Nicolas Cage có tên khai sinh là Nicholas Kim Coppola, sinh ra ở Long Beach, California, cha là August Coppola, một nhà văn và giáo sư người Mỹ gốc Ý, còn mẹ là Joy Vogelsang, một vũ nữ gốc Đức. Vào năm 1976, bố mẹ Cage ly dị và ông chuyển tới Beverly Hills với cha. Ông còn là cháu trai của Francis Ford Coppola và Talia Shire, do đó, ông là anh em họ với đạo diễn Sofia Coppola và Roman Coppola, cũng như với diễn viên Jason Schwartzmann.
Nicholas đã thích nghề diễn từ khi còn nhỏ tuổi, và ông đã rời trường trung học từ rất sớm, nhận chứng chỉ GED (chứng chỉ hoàn tất trung học tại Mỹ) và đi theo sự nghiệp của mình. Nicholas theo học khoa kịch nghệ tại trường Trung học Beverly Hills nhưng đã bỏ dở năm 17 tuổi. Cage đã sớm đổi tên để con đường sự nghiệp của mình không bị ảnh hưởng bởi danh tiếng của người bác. Ông đã chọn cái tên Cage theo tên một người anh hùng Luke Cage trong sách hoạt họa của nhà xuất bản Marvel Comics và tên nhà soạn nhạc tiên phong John Cage.
Ông đã đóng một vai nhỏ trong phim Fast Times at Ridgemont High (1982) (dưới cái tên là Coppola). Vai diễn tiếp theo vào năm 1983 trong bộ phim Rumble Fish và Valley Girl là các vai diễn xuất gây ấn tượng đầu tiên của ồn.
Ông đã giành được giải Oscar cho diễn viên xuất sắc nhất cho vai diễn của anh trong phim Leaving Las Vegas (1995). Ông đã nổi danh với những vai diễn khác nhau trong phim hành động có những nhân vật mang nhiều kịch tính, cũng như những vai diễn trong phim dark humor. Gần đây, ông xuất hiện trong phim Lord of War (Chúa tể chiến tranh) và phim The Weather Man.
Ông có hai con, có với Kristina Fulton con trai đầu Weston Coppola Cage vào năm 1990. Vào ngày 8 tháng 4 năm 1995 anh cưới diễn viên Patricia Arquette, và đã ly dị sau đó vào ngày 18 tháng 5 năm 2001. Vào ngày 10 tháng 8 năm 2002 ông cưới Lisa Marie Presley và nạp đơn xin ly dị gần 4 tháng sau. Họ đã chính thức ly dị vào ngày 16 tháng 5 năm 2004. Không lâu sau đó ông đã làm lễ thành hôn với cựu tiếp viên Alice Kim vào ngày 30 tháng 7 năm 2004, ở Bắc California và họ có đứa con chung tên là Kal-el Coppola Cage (tên đặt theo nhân vật Superman của nhà xuất bản DC Comics).
Ngoài ra, ông còn tham gia lồng tiếng trong phim hoạt hình The Ant Bully của hãng Warner Bros. Nicolas Cage cũng sẽ trở lại với vai Ben Gates trong phần 2 của phim National Treasure (Kho báu quốc gia).
Ông đã đứng đầu "Danh sách mười gương mặt nam diễn viên nổi tiếng nhất đương thời" do tạp chí GQ tổ chức bình chọn năm 2005.

## Danh sách phim

### Điện ảnh
| Năm  | Phim                                        | Vai diễn                         | Ghi chú                                         | Ref(s)  |
| ---- | ------------------------------------------- | -------------------------------- | ----------------------------------------------- | ------- |
| 1982 | Fast Times at Ridgemont High                | Brad's Bud                       | Credited as Nicolas Coppola                     | [ 6 ]   |
| 1983 | Valley Girl                                 | Randy                            |                                                 | [ 7 ]   |
| 1983 | Rumble Fish                                 | Smokey                           |                                                 | [ 8 ]   |
| 1984 | Racing with the Moon                        | Nicky                            |                                                 | [ 9 ]   |
| 1984 | The Cotton Club                             | Vincent Dwyer                    |                                                 | [ 10 ]  |
| 1984 | Birdy                                       | Al Columbato                     |                                                 | [ 11 ]  |
| 1986 | The Boy in Blue                             | Ned Hanlan                       |                                                 | [ 12 ]  |
| 1986 | Peggy Sue Got Married                       | Charlie Bodell                   |                                                 | [ 13 ]  |
| 1987 | Raising Arizona                             | H.I. McDunnough                  |                                                 | [ 14 ]  |
| 1987 | Moonstruck                                  | Ronny Cammareri                  |                                                 | [ 15 ]  |
| 1988 | Vampire's Kiss                              | Peter Loew                       |                                                 | [ 16 ]  |
| 1989 | Never on Tuesday                            | Man in red sports car            | Direct-to-video; uncredited cameo               | [ 17 ]  |
| 1989 | Time to Kill                                | Enrico Silvestri                 |                                                 | [ 18 ]  |
| 1990 | Wild at Heart                               | Sailor Ripley                    |                                                 | [ 19 ]  |
| 1990 | Fire Birds                                  | Jake Preston                     |                                                 | [ 20 ]  |
| 1991 | Zandalee                                    | Johnny Collins                   | Direct-to-video                                 | [ 21 ]  |
| 1992 | Honeymoon in Vegas                          | Jack Singer                      |                                                 | [ 22 ]  |
| 1993 | Amos & Andrew                               | Amos Odell                       |                                                 | [ 23 ]  |
| 1993 | Red Rock West                               | Michael                          |                                                 | [ 24 ]  |
| 1993 | Deadfall                                    | Eddie                            |                                                 | [ 25 ]  |
| 1994 | Guarding Tess                               | Doug Chesnic                     |                                                 | [ 26 ]  |
| 1994 | It Could Happen to You                      | Charlie Lang                     |                                                 | [ 27 ]  |
| 1994 | Trapped in Paradise                         | Bill Firpo                       |                                                 | [ 28 ]  |
| 1994 | A Century of Cinema                         | Himself                          | Documentary                                     | [ 29 ]  |
| 1995 | Kiss of Death                               | Little Junior Brown              |                                                 | [ 30 ]  |
| 1995 | Leaving Las Vegas                           | Ben Sanderson                    |                                                 | [ 31 ]  |
| 1996 | The Rock                                    | Stanley Goodspeed                |                                                 | [ 32 ]  |
| 1997 | Con Air                                     | Cameron Poe                      |                                                 | [ 33 ]  |
| 1997 | Face/Off                                    | Castor Troy                      |                                                 | [ 34 ]  |
| 1998 | City of Angels                              | Seth                             |                                                 | [ 35 ]  |
| 1998 | Snake Eyes                                  | Rick Santoro                     |                                                 | [ 36 ]  |
| 1999 | 8mm                                         | Tom Welles                       |                                                 | [ 37 ]  |
| 1999 | Bringing Out the Dead                       | Frank Pierce                     |                                                 | [ 38 ]  |
| 2000 | Gone in 60 Seconds                          | Memphis Raines                   |                                                 | [ 39 ]  |
| 2000 | The Family Man                              | Jack Campbell                    |                                                 | [ 40 ]  |
| 2000 | Bel Air                                     | —                                | Producer                                        | [ 41 ]  |
| 2000 | Shadow of the Vampire                       | —                                | Producer                                        | [ 42 ]  |
| 2001 | Captain Corelli's Mandolin                  | Captain Antonio Corelli          |                                                 | [ 43 ]  |
| 2001 | Christmas Carol: The Movie                  | Jacob Marley                     | Voice role                                      | [ 44 ]  |
| 2002 | Windtalkers                                 | Joe Enders                       |                                                 | [ 45 ]  |
| 2002 | Sonny                                       | Acid Yellow                      | Also director and producer                      | [ 46 ]  |
| 2002 | Adaptation                                  | Charlie Kaufman / Donald Kaufman |                                                 | [ 47 ]  |
| 2003 | The Life of David Gale                      | —                                | Producer                                        | [ 48 ]  |
| 2003 | Matchstick Men                              | Roy Waller                       |                                                 | [ 49 ]  |
| 2004 | National Treasure                           | Benjamin Franklin Gates          |                                                 | [ 50 ]  |
| 2005 | Lord of War                                 | Yuri Orlov                       | Also producer                                   | [ 51 ]  |
| 2005 | The Weather Man                             | David Spritz                     |                                                 | [ 52 ]  |
| 2006 | The Ant Bully                               | Zoc                              | Voice role                                      | [ 53 ]  |
| 2006 | World Trade Center                          | John McLoughlin                  |                                                 | [ 54 ]  |
| 2006 | The Wicker Man                              | Edward Malus                     | Also producer                                   | [ 55 ]  |
| 2007 | Ghost Rider                                 | Johnny Blaze / Ghost Rider       |                                                 | [ 56 ]  |
| 2007 | Grindhouse                                  | Fu Manchu                        | Segment: "Werewolf Women of the SS"; uncredited | [ 57 ]  |
| 2007 | Next                                        | Cris Johnson                     | Also producer                                   | [ 58 ]  |
| 2007 | National Treasure: Book of Secrets          | Benjamin Franklin Gates          |                                                 | [ 59 ]  |
| 2008 | Bangkok Dangerous                           | Joe                              | Also producer                                   | [ 60 ]  |
| 2009 | Knowing                                     | John Koestler                    |                                                 | [ 61 ]  |
| 2009 | G-Force                                     | Speckles                         | Voice role                                      | [ 62 ]  |
| 2009 | Bad Lieutenant: Port of Call New Orleans    | Terence McDonagh                 |                                                 | [ 63 ]  |
| 2009 | Astro Boy                                   | Dr. Tenma                        | Voice role                                      | [ 64 ]  |
| 2010 | Kick-Ass                                    | Damon Macready / Big Daddy       |                                                 | [ 65 ]  |
| 2010 | The Sorcerer's Apprentice                   | Balthazar                        | Also executive producer                         | [ 66 ]  |
| 2011 | Season of the Witch                         | Behmen                           |                                                 | [ 67 ]  |
| 2011 | Drive Angry                                 | Milton                           |                                                 | [ 68 ]  |
| 2011 | Seeking Justice                             | Will Gerard                      |                                                 | [ 69 ]  |
| 2011 | Trespass                                    | Kyle Miller                      |                                                 | [ 70 ]  |
| 2011 | Ghost Rider: Spirit of Vengeance            | Johnny Blaze / Ghost Rider       |                                                 | [ 71 ]  |
| 2012 | A Thousand Words                            | —                                | Producer                                        | [ 72 ]  |
| 2012 | Stolen                                      | Will Montgomery                  |                                                 | [ 73 ]  |
| 2012 | Can't Stop Losing You: Surviving the Police | —                                | Producer; documentary                           | [ 74 ]  |
| 2013 | The Croods                                  | Grug                             | Voice role                                      | [ 75 ]  |
| 2013 | The Frozen Ground                           | Sgt. Jack Halcombe               |                                                 | [ 76 ]  |
| 2013 | Joe                                         | Joe                              |                                                 | [ 77 ]  |
| 2014 | Rage                                        | Paul Maguire                     | Direct-to-video                                 | [ 78 ]  |
| 2014 | Outcast                                     | Gallain                          |                                                 | [ 79 ]  |
| 2014 | Left Behind                                 | Rayford Steele                   |                                                 | [ 80 ]  |
| 2014 | Dying of the Light                          | Evan Lake                        | Direct-to-video                                 | [ 81 ]  |
| 2015 | The Runner                                  | Colin Pryce                      |                                                 | [ 82 ]  |
| 2015 | Pay the Ghost                               | Mike Lawford                     |                                                 | [ 83 ]  |
| 2016 | The Trust                                   | Stone                            |                                                 | [ 84 ]  |
| 2016 | Dog Eat Dog                                 | Troy                             |                                                 | [ 85 ]  |
| 2016 | Snowden                                     | Hank Forrester                   |                                                 | [ 86 ]  |
| 2016 | USS Indianapolis: Men of Courage            | Captain McVay                    |                                                 | [ 87 ]  |
| 2016 | Army of One                                 | Gary Brooks Faulkner             |                                                 | [ 88 ]  |
| 2017 | Arsenal                                     | Eddie King                       | Direct-to-video                                 | [ 89 ]  |
| 2017 | Vengeance: A Love Story                     | John                             | Also producer                                   | [ 90 ]  |
| 2017 | Inconceivable                               | Brian                            |                                                 | [ 91 ]  |
| 2017 | Mom and Dad                                 | Brent                            |                                                 | [ 92 ]  |
| 2018 | Mandy                                       | Red Miller                       |                                                 | [ 93 ]  |
| 2018 | Looking Glass                               | Ray                              | Direct-to-video                                 | [ 94 ]  |
| 2018 | The Humanity Bureau                         | Noah Kross                       | Direct-to-video                                 | [ 95 ]  |
| 2018 | 211                                         | Mike Chandler                    | Direct-to-video                                 | [ 96 ]  |
| 2018 | Teen Titans Go! To the Movies               | Superman                         | Voice role                                      | [ 97 ]  |
| 2018 | Spider-Man: Into the Spider-Verse           | Peter Parker / Spider-Man Noir   | Voice role                                      | [ 98 ]  |
| 2018 | Between Worlds                              | Joe Majors                       | Direct-to-video                                 | [ 99 ]  |
| 2019 | Love, Antosha                               | Narrator                         | Voice role; documentary                         | [ 100 ] |
| 2019 | A Score to Settle                           | Frank                            | Direct-to-video; also executive producer        | [ 101 ] |
| 2019 | Color Out of Space                          | Nathan                           |                                                 | [ 102 ] |
| 2019 | Running with the Devil                      | The Cook                         | Direct-to-video                                 | [ 103 ] |
| 2019 | Kill Chain                                  | Araña                            | Direct-to-video                                 | [ 104 ] |
| 2019 | Primal                                      | Frank Walsh                      | Direct-to-video                                 | [ 105 ] |
| 2019 | Grand Isle                                  | Walter                           | Direct-to-video                                 | [ 106 ] |
| 2020 | Jiu Jitsu                                   | Wylie                            | Direct-to-video                                 | [ 107 ] |
| 2020 | Croods: A New Age                           | Grug                             | Voice role                                      | [ 108 ] |
| 2021 | Prisoners of the Ghostland                  | Hero                             |                                                 | [ 109 ] |
| 2021 | Willy's Wonderland                          | The Janitor                      | Also producer                                   | [ 110 ] |
| 2021 | Pig                                         | Robin "Rob" Feld                 | Also producer                                   | [ 111 ] |
| 2022 | The Unbearable Weight of Massive Talent     | Nick Cage / Nicky Cage           | Also producer                                   | [ 112 ] |
| 2022 | The Retirement Plan                         | Matt                             |                                                 | [ 113 ] |
| 2022 | The Old Way                                 | Colton Briggs                    |                                                 | [ 114 ] |
| 2022 | Butcher's Crossing                          | Miller                           |                                                 | [ 115 ] |
| 2023 | Renfield: Tay sai của quỷ                   | Count Dracula                    |                                                 | [ 116 ] |
| 2024 | Longlegs: Thảm kịch dị giáo                 | Dale Kobble (Longlegs)           |                                                 |         |

### Truyền hình
| Năm        | Tiêu đề                                                    | Vai diễn     | Ghi chú                                       | Ref(s)  |
| ---------- | ---------------------------------------------------------- | ------------ | --------------------------------------------- | ------- |
| 1981       | The Best of Times                                          | Nicolas      | Television pilot; credited as Nicolas Coppola | [ 117 ] |
| 1990       | Industrial Symphony No. 1: The Dream of the Broken Hearted | Heartbreaker | Television stage production                   | [ 118 ] |
| 1992; 2012 | Saturday Night Live                                        | Chính mình   | Host (1992); Weekend Update cameo (2012)      | [ 119 ] |
| 2007       | The Dresden Files                                          | —            | Executive producer                            | [ 120 ] |
| 2021       | History of Swear Words                                     | Chính mình   | Host; 6 episodes                              | [ 121 ] |

## Giải thưởng và đề cử

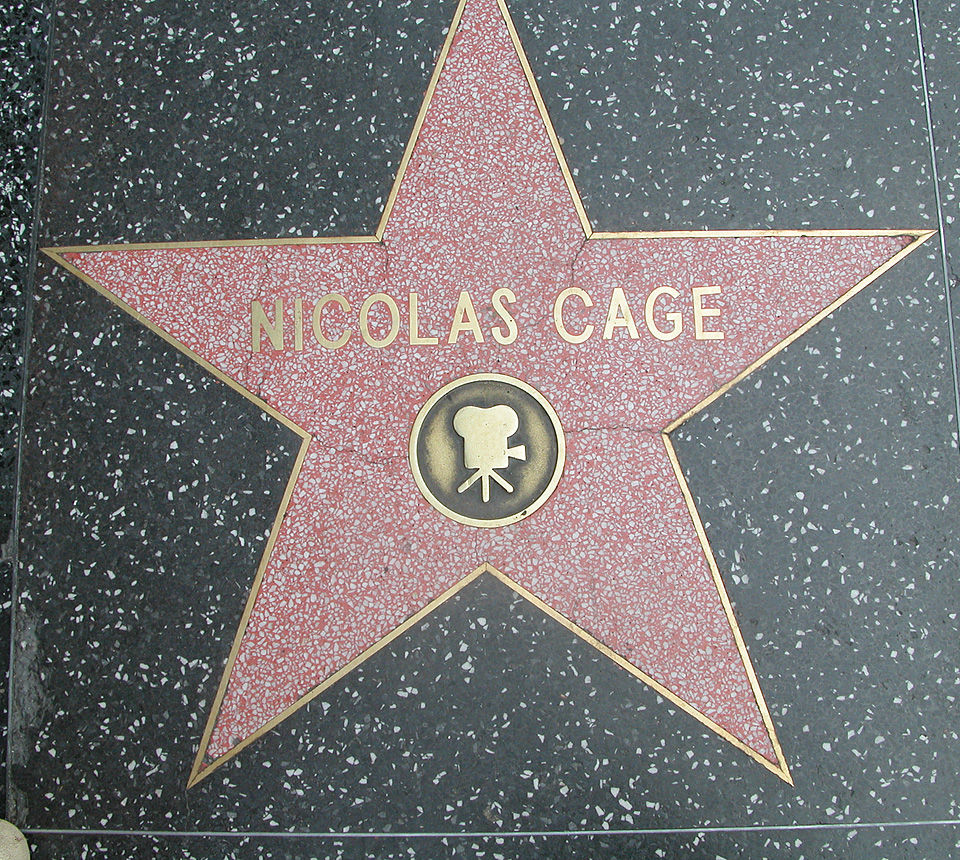
Ngôi sao của Cage trên Đại lộ Danh vọng Hollywood.

Vì những đóng góp của mình cho ngành công nghiệp điện ảnh, Cage đã được đưa vào Đại lộ Danh vọng Hollywood vào năm 1998 với một ngôi sao điện ảnh đặt tại 7021 Đại lộ Hollywood. Vào tháng 5 năm 2001, Cage được Đại học Bang California, Fullerton trao bằng Tiến sĩ Danh dự về Mỹ thuật. Anh phát biểu tại lễ khởi công. Cage cũng đã hai lần được đề cử cho Giải thưởng Viện hàn lâm. Anh đã giành được giải Oscar cho Nam diễn viên chính xuất sắc nhất với vai diễn trong bộ phim Leaving Las Vegas vào năm 1995. Anh được đề cử giải thứ hai cho vai diễn trong bộ phim Adaptation vào năm 2002.
Anh cũng đã giành được giải Quả cầu vàng, giải thưởng của Nghiệp đoàn Diễn viên màn ảnh và nhiều giải thưởng khác cho phim Leaving Las Vegas. Anh đã nhận được đề cử của Quả cầu vàng, Nghiệp doàn Diễn viên Màn ảnh và giải BAFTA cho các bộ phim Adaptation, Honeymoon in Vegas và Moonstruck. Anh ấy cũng đã chiến thắng và được đề cử cho nhiều giải thưởng khác.